# Ceraeochrysa paraguaria
Ceraeochrysa paraguaria is een insect uit de familie van de gaasvliegen (Chrysopidae), die tot de orde netvleugeligen (Neuroptera) behoort. 
Ceraeochrysa paraguaria is voor het eerst wetenschappelijk beschreven door Navás in 1920.